# Мячин, Василий Дмитриевич
Василий Дмитриевич Мячин (17 декабря 1918 — 14 марта 1980) — участник Великой Отечественной войны, командир батальона 114-го гвардейского стрелкового полка 37-й гвардейской стрелковой дивизии 65-й армии 2-го Белорусского фронта, гвардии майор, Герой Советского Союза.

## Биография
Родился 17 декабря 1918 года в селе Солдатское Орловской губернии (ныне Тербунского района Липецкой области) в крестьянской семье. Русский.
Окончил 7 классов, работал в колхозе.
В Красной Армии в 1938—40 годах и с 1941 года. Участник советско-финской войны 1939—40 годов. На фронте в Великую Отечественную войну с августа 1941 года. В 1942 году окончил курсы младших лейтенантов. Член ВКП(б)/КПСС с 1943 года.
В бою 19 апреля 1945 года южнее города Штеттин (ныне Щецин, Польша) в числе первых форсировал реку Вест Одер и с малыми потерями в батальоне захватил плацдарм. В боях за его удержание воины-гвардейцы проявили массовый героизм. В ожесточённом бою под руководством своего бесстрашного командира Мячина бойцы батальона успешно отразили восемнадцать контратак превосходящих сил противника и расширили занимаемый плацдарм. В ходе боя 20 и 21 апреля 1945 года батальон Мячина истребил до четырёхсот солдат и офицеров противника, уничтожил восемнадцать огневых точек, подбил четыре самоходных орудия и один танк.
В боях 22 и 23 апреля 1945 года на подступах к населённому пункту Кольбитцов, представлявшему собой мощный очаг вражеской обороны на пути движения войск 65-й армии, батальон Мячина сражался смело и упорно. Семь раз лично водил вверенный ему батальон в атаку на врага.
После войны отважный офицер продолжал службу в Вооружённых Силах СССР. С 1978 года — в отставке. Жил в городе Ростов-на-Дону, работал диспетчером в аэропорту.
Умер 14 марта 1980 года, похоронен в Ростове-на-Дону на Северном кладбище.

## Награды
- Указом Президиума Верховного Совета СССР от 29 июня 1945 года за умелое командование батальоном, образцовое выполнение боевых заданий командования на фронте борьбы с немецко-фашистским захватчиками и проявленные при этом личное мужество и героизм гвардии майору Мячину Василию Дмитриевичу присвоено звание Героя Советского Союза с вручением ордена Ленина и медали «Золотая Звезда» (№ 7510).
- Награждён орденами Суворова 3-й степени, Александра Невского, Отечественной войны 1-й степени, двумя орденами Красной Звезды, а также медалями.